# 17970 Палепу
17970 Палепу (17970 Palepu) — астероїд головного поясу, відкритий 10 травня 1999 року.
Тіссеранів параметр щодо Юпітера — 3,592.